# ヤラワチ
マフムード・ヤラワチ（ محمود يلواچ Maḥmūd Yalawāch, ? - 1255年）は、モンゴル帝国のムスリム系財政官僚。漢語では瓦剌哇赤、牙剌瓦赤または牙老瓦赤など。マフムード・イェルワジとも呼ばれる。

## 経歴
ホラズム出身のテュルク系。1221年、チンギス・ハーンの大西征でモンゴル軍がウルゲンチの攻略直前に、息子のマスウード・ベクらとともに帰順しその臣下となったとされるが、1215年にホラズム・シャー朝の使節団に対するモンゴル側からの答礼使節の一人にMaḥmūd Yalawāchの名があり、恐らくバルジュナ衆であるアサン・サルタグタイやチンカイといった政権初期からの有力な財務幕僚のひとりであったと考えられる。彼の息子マスウード・ベクもモンゴル帝国、チャガタイ・ハン国に財政官僚として仕える。
財政における手腕に秀でていたため、チンギス・ハーンらモンゴル王族からの信任を多く得ていたようで、1223年にカズニーンの総督（ダルガチ）に任じられたMāmā Yalawāchなる人物は彼であるとされている。チンギス死後の第2代カアン・オゴデイにも厚く信任を受け、マー・ワラー・アンナフルの帝国の西方領土において辣腕を振るった。財政官僚として功績を挙げた後、中央に戻されて旧金朝領（ヒターイー）の財政管理の全てを任されるにまで至った。息子のマスウード・ベクは同じくビシュバリクを中心とするウイグルからサマルカンド、ブハーラーなどアムダリヤ川に至るまでの中央アジア全域の監督を任されている。1238年にブハーラーにおいてマフムード・ターラービーによる民衆蜂起が起り、ほどなくモンゴル軍によってこれが鎮圧されたが、ヤラワチは宮廷への熱心に請願によってブハーラーの住民への制裁的な覆滅計画を撤回させたと伝えられる。
しかし1241年、オゴデイが死去すると、その皇后ドレゲネの信任を得て台頭したアブドゥッラフマーンから疎まれてチンカイらとともに排斥された。ドレゲネが死去してアブドゥッラフマーンが処刑されると、グユクのもとで、大ビチクチチンカイに準ずる旧金朝領（ヒターイー）の財務長官（サーヒブ・ディーワーニー）の職に復帰を果たす。
1248年にグユクが急死し、オグルガイミシュとチンカイが処刑されたため、第4代カアン・モンケの即位時には、燕京等処、別失八里等処、阿母河等処の3地方、すなわち旧金朝領である華北一体、トルキスタン（マー・ワラー・アンナフル方面一帯）、イラン方面の行尚書省が設置されたが。彼ヤラワチは『元史』に載るいわゆる燕京等処行尚書省において再び財務長官（サーヒブ・ディーワーニー）の職を任じられ、息子のマスウード・ベクもまたノカイ、タラカイに侍してタクラマカン周辺からマー・ワラー・アンナフルまでのトルキスタン方面一帯の財務一切の統括を任された。このとき彼ら親子と並んでイラン方面を統括したのが大アミールであるアルグン・アカである。
『世界征服者史』および『集史』などによると、モンケが即位したとき、シレムン、ナグ、クトクらオゴデイ家の皇子たちがモンケに対し叛乱を企てたとして、叛乱に加担したとされる皇子たちは捕縛され、かれらに随従していた諸将（ノヤン）たちも拘禁されることとなった。その処断についてモンケは宮廷の諸将・幕僚たちに下問したという。あまり処断の是非について色良い意見が出なかったため、この時天幕の一隅に着座して控えていたヤラワチにもモンケは下問した。ヤラワチは、アレクサンドロス大王がインド遠征を行ったさい、これに不満を抱き独立を目論んだ将軍たちの処断を故国に残ったアリストテレスに諮問し、その排除を示唆する意見に従いすべて処刑した故事を引用して返答したという。これに得心してモンケは拘禁していた77名をすべて処刑し、息子が首謀者の一人とされた功臣イルチギタイもほどなくバトゥのもとで刑死した、という逸話が残されている。
ペルシア語史料においてヤラワチ、マスウード親子は、中央アジア・イラン地域におけるモンゴル征服以後の戦後復興政策で多大な貢献を成したために、この地域では後世その評価が大変に高いが、『元史』などの漢文史料ではその功績に比して列伝すら編まれていない。恐らく元朝においては中央アジアのようにヤラワチの子孫が残らなかったためだろうと思われる。1255年に死去したとされる。
没年については、クビライの中統元年（1260年）五月に燕京行省右丞相に任じられた「禡禡」なる人物いるが、グユク、モンケ時代のヤラワチの役職も同じ燕京行省右丞相であり、また先のMāmā Yalawāchの名前から推定してこの人物をヤラワチに比定する説がある。この人物は中統三年（1262年）には没したと見られている。